# Necip Incesu
Necip Incesu (* 17. Januar 1978 in Offenbach am Main) ist ein türkischer Fußballspieler. Er spielt seit 2016 beim VfB 1900 Offenbach.

## Karriere
Incesu begann seine Fußballkarriere bei der Offenbacher SG Rosenhöhe und der Spvgg. 03 Neu-Isenburg. 1998 wechselte er zu Kickers Offenbach, wo er im Landesligateam der zweiten Mannschaft eingesetzt wurde. Er kam im Laufe der Saison auch in der ersten Mannschaft in der Fußball-Regionalliga zum Einsatz, welche zum Saisonende in die 2. Fußball-Bundesliga aufstieg. In der Zweitligasaison 1999/2000 kam er auf fünf Pflichtspieleinsätze. Nach dem direkten Wiederabstieg des OFC wurde Incesu 2000 zunächst kurzzeitig an den FC Augsburg und danach an den SV Wehen ausgeliehen, für den er sechs Mal in der Regionalliga Süd zum Einsatz kam. Nach einigen Monaten bei der SG 01 Hoechst kam er in der Saison 2001/2002 noch auf zwei Einsätze beim OFC und beendete danach seine aktive Karriere als Fußballspieler. Im Jahre 2004 gab er schließlich sein Comeback und spielte daraufhin zwischen 2004 und 2009 bei Germania Ober-Roden und wechselte dann zur TGM SV Jügesheim. Mit Jügesheim stieg er im Jahr 2011 in die Hessenliga auf. Im Jahr 2012 verließ er den Verein zum SG Heusenstamm. Über den SV Pars Neu-Isenburg (2014) kam er im Jahr 2016 zum VfB 1900 Offenbach als spielende Co-Trainer. Anschließend beendete er seine Spieler Karriere.
Nachdem Erwerb seiner Trainer B-Lizenz übernahm Incesu im Sommer 2019 den TSV Vatanspor Bad Homburg. Oktober 2020 trat Incesu zurück. Im Juni 2021 heuerte Incesu beim ambitionierten Gruppenligisten Sportfreunde Friedrichsdorf an. Nach 8 Siegen und 3 Remis trennten sich die Wege wieder nach 4 Monaten. 
Sommer 2023 bis November 2024 trainierte Incesu den VfB Offenbach.